# Namida no Saki ni
Singles de Crystal Kay
Anata no Soba de
(2007) One
(2008)
Namida no Saki ni est le 23e single de la chanteuse Crystal Kay sorti sous le label Sony Music Entertainment Japan le 11 juin 2008 au Japon. Il atteint la 42e place au classement de l'Oricon. Il se vend à 2 288 exemplaires et reste classé trois semaines pour un total de 3 587 exemplaires vendus.
Namida no Saki ni a été utilisé comme thème musical pour la publicité TULLY'S BARISTA'S SPECIAL de ITOEN. Elle se trouve sur l'album Color Change!, sur la compilation Best of Crystal Kay et sur l'album de remix The Best Remixes of CK.

## Liste des titres
| 1. | Namida no Saki ni (涙のさきに)                | Emi K. Lynn                            | Shingo.S                                       | 3:48 |
| 2. | Girl Move On                                  | Emi K. Lynn                            | Niv Davidovich, Charles Young, Rebecca Valadez | 3:30 |
| 3. | Dream World -SOIDOG MIX-                      | Lisa Huang, Joey Carbone, Kiyo Tsurumi | Lisa Huang, Joey Carbone                       | 4:34 |
| 4. | Namida no Saki ni -SOIDOG MIX- (涙のさきに)   | Emi K. Lynn                            | Shingo.S                                       | 4:32 |
| 5. | Namida no Saki ni (Instrumental) (涙のさきに) | Emi K. Lynn                            | Shingo.S                                       | 3:47 |